# 沈采穎
沈采穎（1961年1月7日—），臺灣臺北市人，中華民國政治人物、藥師、新黨黨員。臺北醫學大學藥學系藥學士及藥學研究所臨床藥學碩士畢業，是鼎泰藥局負責人，曾任臺灣高等暨士林地方法院調解委員、勞動部仲裁委員，現為台北市西藥商業同業公會顧問、中華民國藥師公會全國聯合會政策執行長。

## 個人背景
沈采穎出生於台灣台北市，是公務員子弟，求學時期選擇攻讀藥學專業，於台北醫學大學藥學系及其研究所，取得學、碩士學位，畢業後於民間藥局擔任藥師職務，擁有34年藥師工作經驗，常以豐富藥學知識解答民眾疑問，並因而登上媒體版面。
曾於2012年，擔任台北市藥師公會常務理事期間，與公會監事召集人黃金舜同赴上海，進行醫藥服務政策相關議題的交流。2017年台北市藥師公會選舉時，曾在社群網站發表攻擊性言論，後與公會達成和解，全案最終以不起訴處分。2020年因2019冠狀病毒病事件，認同台灣採實名制購買口罩，但建議政府應該以5片為單位，10至15天內限購一次。

## 政治參與
2015年11月，新黨公布2016年第9屆不分區立委提名名單，沈采穎名列第3名，選舉結果新黨雖獲得51萬0074票、得票率4.18%，仍無法分配到不分區立委席次，沈采穎未能當選立委。
2019年11月21日，新黨公布2020年第10屆不分區立委提名名單，此次選舉新黨並未提名區域立委，只提名10席不分區候選人，沈采穎名列第3名，選舉結果新黨政黨得票率為1.04%，未能跨越5%門檻，無法分配到不分區立委席次。
2023年，國民黨公布2024不分區立法委員選舉名單，沈采穎以藥界代表身份入列第24名。

## 選舉紀錄
| 年度 | 選舉屆數             | 選舉區                                 | 所屬政黨   | 得票數    | 得票率 | 當選標記 | 備註 |
| ---- | -------------------- | -------------------------------------- | ---------- | --------- | ------ | -------- | ---- |
| 2016 | 第九屆立法委員選舉   | 全國不分區及僑居國外國民立法委員選舉區 | 新黨       | 510,074   | 4.18%  |          |      |
| 2020 | 第十屆立法委員選舉   | 全國不分區及僑居國外國民立法委員選舉區 | 新黨       | 147,373   | 1.04%  |          |      |
| 2024 | 第十一屆立法委員選舉 | 全國不分區及僑居國外國民立法委員選舉區 | 中國國民黨 | 4,764,576 | 34.58% |          |      |

## 外部連結
- 沈采穎的Facebook專頁